# K1
K1 (Тип 88) — основний бойовий танк Південної Кореї, варіант американського танка M1 «Абрамс», пристосований до корейських умов експлуатації. Розроблений наприкінці 1970-х — початку 1980-х років. Серійно вироблявся з 1985 до 2010 року. Танковий парк K1 і його модифікацій був доповнений і в перспективі буде замінений танками K2 «Чорна Пантера».

## Розробка
У середині 1970-х на озброєнні армії Південної Кореї знаходились M4 Sherman (післявоєнної модернізації M4A3E8), M47 та M48 Patton. Всі вони на той час вже застаріли та не могли ефективно протидіяти північнокорейським Т-62.
Як можлива заміна розглядався американський танк M60; також розглядалась можливість купівлі ліцензії на виробництво німецького танку Leopard 1. Обидва варіанти були відкинуті через те, що у США та Німеччині в цей час уже завершувалось тестування новішого покоління бойових машин (відповідно M1 Abrams та Leopard 2). Нарешті було прийнято рішення про те, що Корея буде виробляти власний танк. Оскільки досвіду такого виробництва у корейських інженерів не було, вони взяли за основу прототип XM1 компанії Chrysler Defense (майбутній M1 Abrams).
Розроблений компанією Hyundai Rotem прототип XK1 мав суттєві відмінності від американського зразка:
- вагу було зменшено з 55 тон до 51.
- висота зменшилась з 2,37 м до 2,25 м
- тестувалось кілька варіантів двигунів, в результаті було обрано MTU MB Ka-501 — компактнішу версію двигуна, який встановлюється на Leopard 2.
- встановлено іншу трансмісію (ZF LSG 3000).
- змінено конструкцію підвіски, завдяки чому покращилась стабільність гармати та з'явилась можливість підіймати та опускати її на більші кути у порівнянні з XM1 (від +20 до -9.7 градусів у XK1, проти +10 до -5 у XM1)

Прототип було представлено у 1983, серійне виробництво почалось у 1985, але офіційно танк було представлено пресі лише у 1987.
13 жовтня 2001 на озброєння був прийнятий модернізований варіант K1A1 (перші прототипи з'являлись ще в 1996). У новому танку основну 105 мм гармату KM68 замінили на KM256 калібром 120 мм. Також було покращено прицільні системи, навігаційне обладнання, протипожежні системи та інше. Вага танку дещо зросла, а швидкісні характеристики погіршились.

## Варіанти
- XK1: прототип
- K1: перший серійний зразок

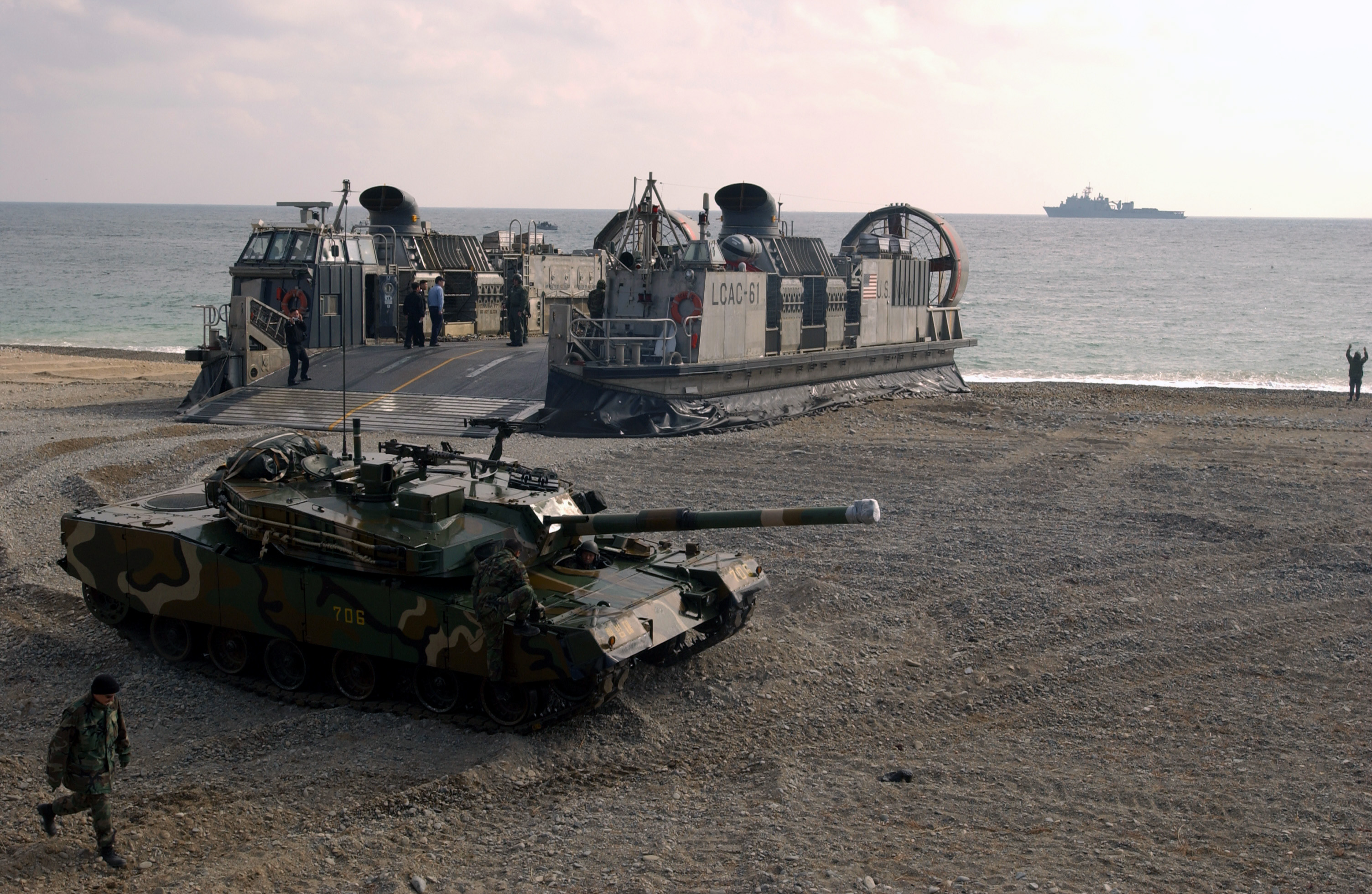
K1 десантується з американського корабля на повітряній подушці

  - K1M: Експортний варіант для Малайзії. Переговори тривали з 1997 по 2003, однак урешті-решт Малайзія відмовилась від корейських танків на користь польських PT-91 Twardy[2]
  - K1 PIP: Модернізація K1, оновлено електронне обладнання
  - K1E1: Подальша модернізація K1, перші танки цього типу почали надходити до армії в середині 2014[1]
- K1A1: модернізація K1. У період з 1999 по 2010 було виготовлено 484 екземпляри.
- K1A2: модернізація K1A1.
- K1 ARV (англ. Armored Recovery Vehicle)[3]: БРЕМ на основі K1.
- K1 AVLB (англ. Armoured Vehicle-Launched Bridge): броньований мостоукладальник на основі K1. Розроблявся з 1988 по 1992[4]
- K1 CEV (англ. Combat Engineer Vehicle): проект інженерної машини на шасі K1 з мінним плугом, багатофункціональним маніпулятором та іншим обладнанням[5].

## На озброєнні
- Південна Корея — 1027 K1 і 484 K1A1, станом на 2010 рік[33]